# 阎京华
阎京华（1960年6月—），山东文登人，中华人民共和国政治人物，曾任中华全国总工会副主席、书记处书记、党组成员、机关党委书记。
2018年10月25日，中华全国总工会第十七届执行委员会召开第一次全体会议，选举全总十七届执委会主席、副主席和主席团委员，他当选为全总副主席。2022年6月，不再担任中华全国总工会副主席职务。